# Serge Le Quéau
Serge Le Quéau est un syndicaliste et un altermondialiste français, né le 26 mai 1953 à Brest.

## Biographie

### Enfance et jeunesse
Né en 1953, il est le fils d'un gendarme acquis aux idées gaullistes, ancien résistant et chrétien de droite. Son grand-père maternel, communiste, a été excommunié.
À 15 ans, il découvre le syndicalisme à travers la figure de Bernard Lambert, fondateur de la Confédération paysanne. Sans diplôme, il entre à La Poste à 19 ans et y travaille 40 années, en tant qu'auxiliaire de droit public au magasin départemental de La Poste du Finistère, puis préposé conducteur à la Direction du matériel de transport de la Poste à Paris, Receveur-Distributeur à Mellé en Ille-et-Vilaine, Receveur Rural à La Harmoye dans les Côtes-d’Armor, conducteur de travaux et cadre professionnel au Centre de tri postal de Saint-Brieuc.

### Carrière professionnelle
Secrétaire adjoint de l’union départementale de la CFDT, il est particulièrement chargé des relations avec le monde paysan et agricole. Au sein de la Fédération CFDT des PTT il détiendra des mandats tant au niveau départemental dans les Côtes-d’Armor, régional en Bretagne que national au sein de la commission des Chefs établissement, des Commissions Administratives Paritaires et du Comité Technique Paritaire Ministériel en tant qu'expert.
Il quitte la CFDT en 1989 sur la question de la privatisation de la Poste, fonde Sud PTT Bretagne et milite contre la privatisation et la fermeture des bureaux de Poste. Il sera membre du Bureau de la Fédération Sud Ptt de 1992 à 1999. Il co-fonde en 1997 l'Union syndicale des Côtes-d’Armor et en 2007 l'Union Régionale Solidaires de Bretagne, dont il sera le Secrétaire jusqu'en 2012.
Il cofonde l'association pour la taxation des transactions financières et pour l'action citoyenne (Attac) en 1998, et fait partie de ses instances dirigeantes jusqu'en 2005 et de son Conseil Scientifique. Il participe à la fondation d'Attac Pologne et au forum social mondial de Porto Alegre en 2005. Il est également membre de son Conseil scientifique. En novembre 2004, il cofonde en tant que représentant d’Attac, avec Gérard Gourguechon  de l'Union syndicale Solidaires et François Xavier Verschave de l'association Survie l’ONG « La plate-forme Paradis Fiscaux et Judiciaires ». En 2005 il s'engage activement dans la campagne pour le NON au référendum sur le Traité constitutionnel européen (TCE).
Il s'engage dans Sud, dans l'association AC! Agir contre le chômage qu'il cofonde dans les Côtes-d’Armor en décembre 1993 et au sein du réseau antiraciste Ras l'front.
En 2011, au sein de l’Union syndicale Solidaires-Bretagne, il apporte son soutien aux salariés de Triskalia intoxiqués,, en créant un collectif de soutien regroupant l'association Phytovictimes, la Confédération paysanne, ATTAC et l'association Générations futures. Il représente en 2017 les anciens salariés devant la Commission des pétitions du parlement européen,.
Membre du Conseil économique et social de Bretagne depuis 2007, il est désigné par l'Union syndicale Solidaires pour siéger en tant que personnalité associée au Conseil économique social et environnemental en 2016. Alors que le Premier Ministre Manuel Valls refuse de le nommer, l'union syndicale Solidaires dépose un recours pour discrimination syndicale auprès du Conseil d'État.
En mars 2020, en pleine pandémie de Covid-19, il lance un appel au nom de l'Union syndicale Solidaires des Côtes-d’Armor avec René Louail, de la Confédération Paysanne, proposant de relancer un site industriel de fabrication de masques sanitaires sous la forme d'une Société coopérative d'intérêt collectif sur le département. Cet appel rencontre un grand succès tant auprès des salariés, des citoyens que de nombreux élus de la région et débouchera sur la création de La coop des masques, bretonne et solidaire. Cheville ouvrière du projet, Guy Hascoët, ancien Secrétaire d’État à l'économie sociale et solidaire en deviendra le premier président de son conseil d'administration. La coopérative lance sa production de masques fin 2020 et est inauguré le 22 janvier 2021 sur la zone industrielle de Grâces dans les Côtes-d’Armor.
En avril 2021, il devient membre du Conseil économique, social et environnemental en tant que représentant de l'Union syndicale Solidaires et du Groupe "Alternatives sociales et écologiques" composé des représentants de la Confédération paysanne, de la Fédération syndicale unitaire et de l'Union syndicale Solidaires. Il siège par ailleurs, dans la Commission des "Affaires Européennes et Internationales"  et dans la Commission "Environnement" du Cese,.En avril 2023, il corapporte avec Pascal Guihéneuf du groupe Cfdt l'avis du Cese "Comment favoriser une gestion durable de l'eau (quantité, qualité, partage) en France face aux changements climatiques". Cet avis sera approuvé par une large majorité des membres du Conseil Economique, Social et Environnemental . Pour : 100  - Contre : 13  - Abstentions : 18.
En septembre 2010, il fonde l'association Pierre Loti à Paimpol, qu'il préside jusqu'à fin 2017. Il réalisera le vœu de son ami Jean Kerlévéo, qui en 1999 lui avait demandé de réaliser le projet de faire ériger la statue "Veuves d'Islandais" du sculpteur Francis Renaud. Le 15 juillet 2017 sur le site de Lann Vras, il préside avec Madame Danièle Brézellec, maire de Ploubazlanec, l'inauguration de la statue réalisée en granit de Pleumeur Bodou par le sculpteur Charly Sallé, en présence de plus de trois cents personnes. En février 2024 il redevient Président de l'association Pierre Loti à Paimpol.

## Prises de position
Serge Le Quéau s'engage pour combattre la disparition des services publics en zone rurale, dénoncer les paradis fiscaux, « parce que c'est toujours sain de se révolter devant une situation inacceptable », et estime que « la lutte doit aussi être une fête ».
En 2005, il s'engage activement dans la campagne pour le NON lors du référendum sur le Traité constitutionnel pour l'Europe, en publiant plusieurs textes d'analyses critiques du traité, notamment l'un, sur l'économie sociale de marché "ce faux ami". Il participera à de nombreux débats publics lors de cette campagne référendaire, dont un à Rennes le 30 mars 2005 avec le président de la Convention Européenne Valéry Giscard d'Estaing.  
En 2017, il apporte son soutien au film de Pierre Pézerat, Les Sentinelles, « qui retrace la lutte des ouvriers de l'amiante et des travailleurs agricoles intoxiqués aux pesticides ».
En mai 2018, il participe à une « marche des cobayes » pour la santé environnementale de Fos-sur-Mer vers Paris, organisée par près de 90 associations environnementales,. Il souhaite  « mettre en lumière le grand scandale des produits chimiques ».
Il accompagne d'anciens salariés de Triskalia dans leur procédure judiciaire.